# Mia Lövheim
Mia Lövheim, född 1968, är en svensk religionsvetare, professor i religionssociologi vid teologiska fakulteten på Uppsala universitet.
Lövheim disputerade 2004 med avhandlingen Intersecting Identities - Young People, Religious Identity and Interaction on the Internet, den första svenska studien om religion och internet. Hon blev i april 2010 docent i religionssociologi och 2011 professor vid teologiska institutionen på samma universitet. 
Lövheims forskning rör religion och medier, ungdomar och religion samt värderingar, genus och religion i det senmoderna samhället. Hon har bland annat studerat religion i dagstidningar, svenska kvinnliga toppbloggare samt varit en av de svenska forskare som skrivit mest och religion och medialisering. 2013 gav hon ut boken Media, religion and gender - Key issues and new challenges på Routledge förlag och har sedan disputationen publicerat ett stort antal artiklar och kapitel i antologier.